# The Curate's Bride
The Curate's Bride è un cortometraggio muto del 1913 diretto da Hay Plumb.

## Trama
Un curato sposa un'attrice che si comporta come fosse una venditrice ambulante per scandalizzare i genitori di lui.

## Produzione
Il film fu prodotto dalla Hepworth.

## Distribuzione
Distribuito dalla Hepworth, il film - un cortometraggio di 228,02 metri - uscì nelle sale cinematografiche britanniche nel gennaio 1913.
Si conoscono pochi dati del film che, prodotto dalla Hepworth, fu distrutto nel 1924 dallo stesso produttore, Cecil M. Hepworth. Fallito, in gravissime difficoltà finanziarie, il produttore pensò in questo modo di poter almeno recuperare il nitrato d'argento della pellicola.